# Dolní Kramolín
Dolní Kramolín je malá vesnice, část městyse Chodová Planá v okrese Tachov v Plzeňském kraji. Nachází se asi 2,5 kilometru severovýchodně od Chodové Plané. Dolní Kramolín je také název katastrálního území o rozloze 3,51 km².

## Historie
První písemná zmínka o vesnici pochází z roku 1228.

## Obyvatelstvo
Podle sčítání 1930 zde žilo v 44 domech 198 obyvatel. 17 obyvatel se hlásilo k československé národnosti a 181 k německé. Žilo zde 198 římských katolíků.
| Rok            | 1869 | 1880 | 1890 | 1900 | 1910 | 1921 | 1930 | 1950 | 1961 | 1970 | 1980 | 1991 | 2001 | 2011 | 2021 |
| -------------- | ---- | ---- | ---- | ---- | ---- | ---- | ---- | ---- | ---- | ---- | ---- | ---- | ---- | ---- | ---- |
| Počet obyvatel | 194  | 187  | 193  | 200  | 228  | 187  | 198  | 79   | 95   | 79   | 61   | 52   | 30   | 43   | 38   |
| Počet domů     | 33   | 35   | 34   | 36   | 38   | 39   | 44   | 22   | .    | 16   | 17   | 17   | 19   | 20   | 18   |

## Obecní správa
Při sčítání lidu v letech 1850–1899 Dolní Kramolín byl osadou obce Pístov v okrese Planá. V letech 1900–1959 byl osadou obce Holubín v okrese Mariánské Lázně. Od roku 1960 je částí městyse Chodová Planá v okrese Tachov.

## Pamětihodnosti
- Silniční most